# Die Regimentstochter (1928)
Die Regimentstochter ist eine deutsche Stummfilmkomödie aus dem Jahre 1928 von Hans Behrendt mit Betty Balfour und Alexander D’Arcy in den Hauptrollen. Die Geschichte basiert auf der gleichnamigen Gaetano-Donizetti-Oper.

## Handlung
Die Geschichte spielt im spanisch-französischen Grenzgebiet inmitten der Pyrenäen. Hier ist ein Regiment zum Schutz und zur Unterstützung der Zollwache aufgezogen, da diese mit dem Problem äußerst umtriebiger Schmuggler zu kämpfen hat. Das Maskottchen der Truppe ist Marie, von allen kurz als Regimentstochter bezeichnet. Einst wurde sie als Findelkind vom Wachtmeister Sulpiz aufgefunden und aufgezogen. Die 1200 Regimentsangehörigen verehren Marie und dementsprechend ist ihre tiefe Abneigung gegen die Schmuggler, die mit ihrem Tun ihre Freunde und Verehrer bedrohen. Als sie eines Tages bei einem Ausritt vom hohen Ross fällt, eilt ein junger, gutaussehender Mann namens Tonio Marie zu Hilfe und rettet sie vor Schlimmerem.
Am selben Abend wird Tonio von den Grenzern dabei gefasst, wie er versucht, sich ins Lager des Regiments zu schleichen. Man hält ihn für einen Spion im Dienst der Schmuggler, und auch Marie schließt sich dieser Auffassung an, obwohl Tonio ihr versichert, sie lediglich wiedersehen gewollt zu haben. Aus Dankbarkeit für seine Rettungsaktion kurz zuvor verhilft sie Tonio zur Flucht. Kurz darauf wird die Regimentstochter von der noblen Marquisa Brascani als ihre Nichte, die Tochter ihres verstorbenen Bruders, erkannt. Sie will sich fortan um sie kümmern und nimmt sie mit nach Paris. Dies stimmt Tonio sehr traurig, hat er sich doch in der Zwischenzeit ebenso in Marie verliebt wie sie in ihn. Tonio, mittlerweile von den Soldaten als einer der ihren akzeptiert, will Marie nicht kampflos einem anderen, für den die Marquisa sie vorzubereiten versucht, überlassen, und kämpft um sein Glück. Schließlich wird Marie, die Regimentstochter, die Seine.

## Produktionsnotizen
Die Regimentstochter entstand mit Außenaufnahmen in Spanien, passierte die Zensur am 29. Dezember 1928 und wurde am 11. Juni 1929 in Berlins Titania-Palast uraufgeführt. Der mit Jugendverbot belegte Siebenakter besaß eine Länge von 2406 Metern.
Viktor Skutetzky übernahm die Produktionsleitung, Heinrich C. Richter gestaltete die Filmbauten.